# 迈赫曼·萨亚多夫
迈赫曼·萨亚多夫（1972年11月21日—1992年5月9日），是一名阿塞拜疆军人。他在第一次纳戈尔诺-卡拉巴赫战争中阵亡，被追授为阿塞拜疆国家英雄。

## 生平
1972年11月21日，迈赫曼·萨亚多夫出生于在瓦尔德尼斯区的古内什利。1988年亚美尼亚人驱逐阿塞拜疆时，他正从当地中学的七年级毕业。被驱逐后，他与家人搬到了萨穆克区。
1988年，他投身于阿塞拜疆民族解放运动，是运动的一名活跃分子。18岁时，他被征召加入苏联军队，在斯維爾德洛夫斯克州服役。当时的纳戈尔诺-卡拉巴赫爆发的一系列事件让他深感不安。在苏军服役6个月后，他回到家乡。随后萨亚多夫加入了自卫营“阿塞拜疆的卡拉巴赫”（The Karabakh of Azerbaijan），并于1991年11月5日作为志愿者进入前线。他在舒沙地区的科萨拉和纳比拉尔周围的战斗中表现出众。1992年5月9日，他在纳比拉尔村周围的战斗中被亚美尼亚部队击中身亡。

## 纪念
1992年6月7日，阿塞拜疆总统发布第833号总统令，追授迈赫曼·萨亚多夫为“阿塞拜疆国家英雄”。但由于战事惨烈，他的遗骸并未能被阿塞拜疆部队夺回。

## 相关
- 第一次纳戈尔诺-卡拉巴赫战争
- 阿塞拜疆国家英雄

1. 1 2  . Veten-ugrunda.az. 15 October 2015  [24 September 2018]. （原始内容存档于2018-04-18）.
2. 1 2  . Milliqahramanlar.az.   [27 September 2018]. （原始内容存档于2018-09-27）.
3. ↑  Azərbaycanın Milli Qəhrəmanları.  (PDF).
4. ↑  . Azerbaijans.com.   [27 September 2018]. （原始内容存档于2019-01-03）.